# Pantachogon militare
Pantachogon militare är en nässeldjursart som först beskrevs av Maas 1893.  Pantachogon militare ingår i släktet Pantachogon och familjen Rhopalonematidae. Inga underarter finns listade i Catalogue of Life.